# Algophilus
Algophilus is een geslacht van kevers uit de familie  
watertreders (Haliplidae).
Het geslacht kreeg een wetenschappelijke naam van Zimmermann in 1924.

## Soorten
Het geslacht kent de volgende soort:
- Algophilus lathridioides Zimmermann, 1924